# Dagda (mitologia)
Dagda – główny bóg celtycki występujący w mitologii iryjskiej. Jego imię oznacza "Dobry Bóg" lub "Dobra (w znaczeniu zręcznej) Ręka". Znany jest również jako Cera (Stwórca), Ruaidh Rofhessa (Czerwonowłosy Doskonałej Wiedzy). Był bogiem druidów, rolnictwa, obfitości i płodności. Uosabiał doskonałość, posiadał tajemną wiedzę doskonałą. Niektóre teksty mówią, że jego ojcem był Elatha, inne, że jego matką była Ethlinn. Nosił imię Eochaid Ollathair („Praojciec”), jako mityczny król Irlandii w latach 1186–1146 p.n.e.
Iryjskie podania przedstawiają Dagdę jako postać o ogromnej sile, uzbrojoną w magiczną maczugę (bądź kij) i kocioł. Maczuga była zdolna zabić dziewięciu ludzi jednym uderzeniem; dotknięcie nią przywracało zgładzonym życie. Kocioł był bezdenny, zdolny wykarmić armię. Bóstwo posiadało również bogato zdobioną magiczną harfę wykonaną z dębu, która, gdy Dagda na niej zagrał, ustawiała pory roku we właściwym porządku; niektóre źródła mówią, że była ona używana do wydawania rozkazów podczas bitew. W jego posiadaniu były także dwa wieprze, z których jeden jest zawsze żywy, a drugi zawsze gotowy do upieczenia, oraz wiecznie obsypane owocami drzewa.
Dagda był ponadto Wysokim Królem Tuatha Dé Danann, ponadnaturalnych istot zamieszkujących Irlandię przed przybyciem Celtów. Jego kochanką była Boann, a żoną Breg. Przed bitwą z Fomorianami, podczas święta Samhain zawarł przymierze z boginią wojny Morrigan w zamian za plan bitwy.
Mimo swojej wielkiej siły i prestiżu, Dagda był czasami przedstawiany jako postać niezdarna i nieokrzesana, a nawet komiczna; ubrany w szorstką tunikę która tylko częściowo zakrywała jego zad sprawiając, że jego wielki penis opadał na ziemię.
Dagda miał romans z Boann, żoną Nechtana. Aby ukryć ten fakt Dagda zatrzymał słońce na dziewięć miesięcy; z tego powodu ich syn Aengus został poczęty, był noszony i urodził się jednego dnia. Razem z Boann pomógł Aengusowi znaleźć prawdziwą miłość.
Wkrótce po tym Aegnus zdetronizował swego ojca zajmując jego miejsce i dom w Brú na Bóinne (Newgrange). Po zwycięskiej bitwie pod Magh Tuiredh Dagda podzielił síd pomiędzy innych bogów plemienia, ale zapomniał o Aegnusie. Aegnus zapytał więc ojca, czy pozwoliłby mu zamieszkać w Brú przez dzień i noc. Dagda przystał na to i opuścił swój dom. Jednak Aegnus nie sprecyzował, czy chodzi mu o jeden dzień i jedną noc, przez co objął władanie nad Brú na wieczność.
Oprócz Aegnusa, dziećmi Dagdy byli również Bodb Dearg, Cermait, Midir, Aine i Brigit. Jego bratem lub synem był Ogma, który jest prawdopodobnie związany z galijskim bogiem Ogmiosem; Ogmios, był przedstawiany jako starszy mężczyzna z maczugą i jest jedną z najbliższych paralel do Dagdy. Inne galijskie bóstwo, które może mieć związek z Dagdą to Sucellus gromowładny, przedstawiany z młotem i pucharem.
Dagdzie przypisuje się siedemdziesiąt lub osiemdziesiąt lat rządów (zależnie od źródła) nad Tuatha Dé Dannan. Umarł w Brú na Bóinne, ulegając, w końcu, ranie zadanej przez Cethlenn podczas pierwszej bitwy pod Magh Tuiredh.
Gigant z Cerne Abbas, słynny zarys fallicznego giganta z maczugą wykuty na kredowym podłożu w Cerne Abbas, nieopodal angielskiego Dorset, został prawdopodobnie wykonany w czasach rzymskich, ale może przedstawiać Dagdę.